# آن لوورژون
آن لُوِرژُن (به فرانسوی: Anne Lauvergeon) زاده دوم اوت ۱۹۵۹ صنعتگر فرانسوی است. نشریه فوربز در سال ۲۰۰۹ او را در رتبه ۹ قدرتمندترین زنان جهان قرار داد. لورژیون مدیر عامل شرکت آریوا، بزرگترین شرکت انرژی هسته‌ای فرانسه است.
وی از دانشگاه École Normale Supérieure دکترای فیزیک دارد.